# Нигритско училище
Първо основно училище (на гръцки: Δημοτικό σχολείο Νιγρίτας) е основно училище и местна забележителност, разположено в град Нигрита, Гърция.
Сградата е построена след присъединяването на Нигрита към Гърция. В морфологично отношение е монументална сграда, чиято организация следва строгите стандарти на неокласицизма и на практика е една от най-забележителните неокласически сгради в Нигрита.
В 1991 година училището е обявено за защитен исторически паметник.